# Play Dirty
Play Dirty è il quarto album della band britannica heavy metal Girlschool.

## Il disco
Fu pubblicato nel 1983, come per i precedenti, per conto della Bronze Records. Fu il loro primo album a non entrare nella classifica top 40 britannica segnando definitivamente il declino della gruppo.
Fu ristampato nel 2005 in una edizione comprendente delle bonus track tratte dall'EP 1 2 3 4 Rock 'N' Roll e una versione estesa della traccia omonima.

## Tracce
1. Going Under – 4:16
2. High and Dry (cover degli Slade) – 3:09
3. Play Dirty – 5:03
4. 20th Century Boy (cover dei T. Rex) – 3:28
5. Breaking All the Rules – 3:02
6. Burning in the Heat of Love (cover degli Slade) – 3:19
7. Surrender – 3:23
8. Rock Me Shock Me – 4:28
9. Running for Cover – 3:11
10. Breakout (Knob in the Media) – 3:23
Tracce comprese nella riedizione del 2005
11. 1 2 3 4 Rock 'N' Roll – 3:32
12. Don't Call It Love – 3:23
13. Tush (cover degli ZZ Top) – 2:13
14. Like It Like That – 3:28
15. 1 2 3 4 Rock 'N' Roll (12" extended version) – 4:32

## Formazione
- Kim McAuliffe – voce, chitarra
- Kelly Johnson – voce, chitarra
- Gil Weston – voce, basso
- Denise Dufort – batteria